# گیرنده ۲ فاکتور رشد فیبروبلاست
گیرندهٔ ۲ فاکتور رشد فیبروبلاست (انگلیسی: Fibroblast growth factor receptor 2) یا CD332 یک پروتئین است که در انسان توسط ژن «FGFR2» واقع در کروموزوم ۱۰ کُدگذاری می‌شود. این پروتئین، یکی از گیرنده‌های فاکتور رشد فیبروبلاست است.
گیرندهٔ ۲ فاکتور رشد فیبروبلاست نقش مهمی در رشد و تکامل جنین و ترمیم بافت‌ها ایفا می کند، به‌ویژه در رگ‌ها و استخوان‌ها.
این پروتئین دو ایزوفرم دارد:
- FGFR2IIIb: در بافت‌های حاصل از اکتودرم و اندوتلیوم (لایه درونی) پوست و احشاء بدن دیده می‌شود.[۶]
- FGFR2IIIc: در «مزانشیم» دیده می‌شود که از جمله، استخوان‌های سر و صورت را شامل می‌شود. جهش در این ایزوفرم با اختلالات جوش‌خوردن جمجمه همراه است.

جهش یا چندریختی تک-نوکلئوتید در اینترون ۲ در ژن FGFR2 سبب افزایش اندک احتمالِ ایجاد سرطان پستان (حدود ۱۲ تا ۱۴٪ در مقایسه با ۱۰٪ احتمال رایج در طول زندگی) می‌گردد.
همچنین جهش‌های بدمعنی در ژن FGFR2 در موارد سرطان مخاط رحم و ملانوما دیده شده‌است.

## بیشتر بخوانید
- McKeehan WL, Kan M (Sep 1994). "Heparan sulfate fibroblast growth factor receptor complex: structure-function relationships". Molecular Reproduction and Development. 39 (1): 69–81, discusison 81–2. doi:10.1002/mrd.1080390112. PMID 7999363.
- Johnson DE, Williams LT (1993). "Structural and functional diversity in the FGF receptor multigene family". Advances in Cancer Research. Advances in Cancer Research. 60: 1–41. doi:10.1016/S0065-230X(08)60821-0. ISBN 978-0-12-006660-5. PMID 8417497.
- Park WJ, Meyers GA, Li X, Theda C, Day D, Orlow SJ, Jones MC, Jabs EW (Jul 1995). "Novel FGFR2 mutations in Crouzon and Jackson–Weiss syndromes show allelic heterogeneity and phenotypic variability". Human Molecular Genetics. 4 (7): 1229–33. doi:10.1093/hmg/4.7.1229. PMID 8528214.
- Marie PJ, Debiais F, Haÿ E (2003). "Regulation of human cranial osteoblast phenotype by FGF-2, FGFR-2 and BMP-2 signaling". Histology and Histopathology. 17 (3): 877–85. PMID 12168799.
- Ibrahimi OA, Chiu ES, McCarthy JG, Mohammadi M (Jan 2005). "Understanding the molecular basis of Apert syndrome". Plastic and Reconstructive Surgery. 115 (1): 264–70. doi:10.1097/01.PRS.0000146703.08958.95. PMID 15622262.